# S-Bahn-Museum
L'S-Bahn-Museum (letteralmente: "museo della S-Bahn") è il museo che illustra la storia della S-Bahn di Berlino.
Ospitato fino al 2017 nella stazione di Griebnitzsee, alla periferia della città di Potsdam, è attualmente (2018) in corso di trasferimento in una nuova sede nella stazione di Berlino-Lichtenberg.

## Storia
Il museo venne fondato nel 1997 esponendo al pubblico la collezione di cimeli storici raccolti negli anni dalla IGEB, la lega berlinese dei passeggeri (Berliner Fahrgastverband). Esso venne ospitato negli spazi precedentemente adibiti a sottostazione elettrica nella stazione di Griebnitzsee.
Il museo venne chiuso e sgomberato nel 2017, a causa della decisione della Deutsche Bahn di adibire gli spazi ad altro uso; al 2018, esso è in corso di trasferimento in una nuova sede di dimensioni più ridotte, nei sotterranei della stazione di Berlino-Lichtenberg.